# Лурье, Александр Яковлевич
Александр Яковлевич Лурье (1898, Санкт-Петербург — 20 июня 1937, Москва) — ответственный сотрудник ОГПУ-НКВД СССР, начальник инженерно-строительного отдела НКВД СССР, майор государственной безопасности (11.04.1936). Расстрелян в «особом порядке», реабилитирован посмертно.

## Биография
Родился в еврейской семье журналиста. После окончания гимназии в Петрограде учился в Московском университете (бросил учёбу в 1917 году). В июне 1917 года вступил в РСДРП(б).
В 1918—1919 годах заместитель управляющего делами Высшей военной инспекции РККА.
В органах ВЧК-ГПУ-НКВД с 1919 года : сотрудник Управления Особого отдела ВЧК ; с 1 декабря 1920 года помощник управляющего делами ВЧК. В 1922—1923 годах на разведывательной работе в Латвии (работал в полномочном представительстве РСФСР). После исключения из РКП(б) в 1923 году как «чуждого элемента» — коммерческий директор кооператива ОГПУ, неоднократно выезжал за границу. С середины 1920-х годов в системе строительства ОГПУ СССР — с 1923 по 1925 год сотрудник на строительстве Семиреченской железной дороги, затем начальник строительного бюро, с апреля 1931 года — Инженерно-строительного отдела административно-организационного управления ОГПУ СССР, с августа того же года — начальник инженерно-строительного отдела ОГПУ СССР (с 1934 года — начальник ИСО ГУПВО НКВД СССР, с января 1936 года — начальник ИСО НКВД СССР). Пользовался доверием Г. Г. Ягоды, который продвигал его на ответственные должности в ОГПУ-НКВД СССР несмотря на беспартийность.
Снят с поста 11 марта 1937 года. Арестован 22 марта 1937 года по обвинению в «шпионаже и подготовке терактов» (ст.ст. 58-6, 58-8 УК РСФСР). Внесен в Сталинский расстрельный список в «особом порядке» от 16 июня 1937 года по 1-й категории («за» Сталин, Молотов, Жданов, Ежов). Расстрелян в «особом порядке» 20 июня 1937 года. Вместе с ним были расстреляны также другие осуждённые в «особом порядке»: М. И. Гай, В. К. Лапин, С. В. Пузицкий, Л. Н. Иванов, М. О. Станиславский, Л. А. Иванов, М. Л. Богуславский и др. Место захоронения — «могила невостребованных прахов» № 1 крематория Донского кладбища. Реабилитирован посмертно Вт Московского ВО 22  декабря 1961 года. (по др. данным 4 июня 1993 года заключением Главной военной прокуратуры РФ).

## Семья
Жена Лурье Мария Михайловна. Родилась в 1903 г. в г. Москва, русская, беспартийная, из рабочих, образование неполное среднее. На момент ареста домохозяйка. Проживала: г. Москва, Милютинский переулок, дом 9, квартира 9. Арестована 25 марта 1937 года. Внесена в Сталинский расстрельный список «в особом порядке» от 14 августа 1937 года по 1-й категории («за» подписались И. В. Сталин, В. М. Молотов). Расстреляна 14 августа 1937 года по обвинению в «шпионаже» вместе с группой руководящих сотрудников НКВД СССР и женой З. И. Воловича Ф. М. Литвиновой. Место захоронения —« могила невостребованных прахов»  № 1 крематория Донского кладбища. Реабилитирована военным трибуналом Воронежского военного округа 6 сентября 1957 года.
Дочь Шор Елена Александровна (в девичестве Лурье): 22 февраля 1932 - 7 января 2021 гг. (фамильное захоронение семьи Шор на Донском кладбище г. Москвы).
Родилась в 1932 году в г. Москва. После расстрела родителей оказалась в семье родной сестры её матери - Веры Михайловны. Когда началась война, Е.А. Лурье отправилась в эвакуацию со школой в Пермскую область, деревня Белая. К концу войны вернулась обратно в Москву. После школы поступила в Библиотечный техникум, а в дальнейшем на вечернее отделение в Педагогический. Получила высшее образование. В 1955 г. вышла замуж за Бориса Марковича Шор, в браке с которым родились две дочери: Мария и Елена.
Внучки: Мария Борисовна Уварова (в девичестве Шор) и Елена Борисовна Ловен (в девичестве Шор).

## Звания
- 11 апреля 1936 — майор государственной безопасности.

## Награды
- Орден Ленина (22 июля 1936);
- Знак «Почётный работник ВЧК—ГПУ (XV)» от 9 мая 1932.